# ローグウィズデッド
『ローグウィズデッド』は、日本のインディーゲームスタジオ・room6が開発・配信するスマートフォン向けゲームアプリ。2022年9月9日サービス開始。基本プレイ無料（アイテム課金制）。

## 概要
ファンタジー系RPGのループ無限進行型の放置ゲーム。横スクロールのマップを、コインを集め兵士と契約し、強化をしながらひたすら右に進軍をして敵を倒し進めていく。宝箱を手に入れたり、決まった距離にボスが登場する。主人公が死ぬと初めからやり直しになってしまう。転生をして引き継いだ状態で最初からやり直し倒せなかった敵を倒して進んでいく遊び方。

## 登場人物
You
主人公（指揮官）
エリー
案内人

## 受賞
- 2023年11月30日 : Google Play ベスト オブ 2023 ゲーム インディー部門 大賞[1]
- 2024年3月7日 : 第6回京都デジタルアミューズメントアワード大賞（京都府知事賞）[2][3]